# یواس‌اس لویس‌ویل (اس‌اس‌ان-۷۲۴)
یواس‌اس لویس‌ویل (اس‌اس‌ان-۷۲۴) (به انگلیسی: USS Louisville (SSN-724)) یک زیردریایی است که طول آن ۱۱۰٫۳ متر (۳۶۱ فوت ۱۱ اینچ) می‌باشد. این زیردریایی در سال ۱۹۸۵ ساخته شد.